# Портрет Н. Н. Ланской (Макаров, 1849)
«Портрет Н. Н. Ланской» — одно из нескольких изображений вдовы А. С. Пушкина, написанных художником И. Макаровым. Был создан в 1849 году, во время её второго брака с П. П. Ланским.
Обстоятельства его создания известны по переписке Ланской с мужем. В прошлом атрибутировался Т. Неффу и К. Лашу. В 1919 году исчез из квартиры её дочери, впоследствии был приобретён Пушкинским Домом у частного лица. В настоящий момент хранится в Петербурге в музее-квартире Пушкина.

## История
Летом 1849 года второй муж модели Пётр Ланской вместе со своим полком находился в Лифляндии. Он хотел, чтобы супруга приехала к нему в Ригу, однако она не могла оставить детей (их было семеро — четверо от первого брака с Пушкиным и трое — от второго брака). На именины мужа (29 июня) она сначала хотела прислать ему свою фотографию или дагерротип, однако оба имевшихся изображения она нашла неудачными.
Поэтому Ланская обратилась к ученику Академии художеств Макарову, в то время работавшему над портретами её детей, за консультацией. Она надеялась, что кто-либо из живописцев сможет исправить дагерротип. Макаров согласился с ней, что с дагерротипом мог бы поработать В. Гау, однако тут же сам предложил написать её портрет маслом, так как, по его словам, «уловил характер» лица Натальи Николаевны (Впоследствии Макаров, ставший модным портретистом, неоднократно писал детей и внуков Пушкиных-Ланских, а также её саму, причём не только с натуры, но и копируя работы других художников, как, например, при создании портрета Григория Пушкина в мундире Пажеского корпуса (1884)).
Картина была закончена в три сеанса, причём автор не взял платы и просил принять её в подарок в знак своего уважения к Ланскому. Сама Ланская находила, что портрет вышел очень удачен, признавали это и все, кому она его показывала. Картон с ещё не высохшими красками был отправлен в Ригу. По совету художника, Ланской должен был время от времени протирать его влажной губкой, чтобы убрать следы бумаги, в которую он был завёрнут. Однако Ланская предостерегала мужа, чтобы он не делал этого слишком часто, так как можно повредить красочный слой.
Затем портрет перешёл к старшей дочери Ланских Александре и хранился (по свидетельству её внучки, Марии Петровны) в её петербургской квартире. Воспроизводился в «Альбоме пушкинской юбилейной выставки в Императорской Академии наук в С.-Петербурге», прошедшей в мае 1899 года (№ 250: «Портрет масляными красками, собств. её дочери А. П. Араповой, рожд. Ланской»). В 1907 году его репродукция появилась в иллюстрированном приложении к журналу «Новое время», где публиковались воспоминания Араповой (с указанием художника — И. К. Макарова — и ошибочной датой создания — 1848). В том же году он был напечатан в «Художественных сокровищах России» (под № 6, автором был указан Макаров); в 1910 году — в собрании сочинений Пушкина под редакцией Венгерова (том 4).
После смерти Араповой в 1919 году, портрет, вероятно, был украден из её квартиры.

### После революции
В 1919 году некто Н. Романчиков предложил Б. Модзалевскому (в то время старшему хранителю Пушкинского Дома) приобрести «портрет Натальи Николаевны Пушкиной работы Неффа». Портретом владел В. Феоктистов, племянник Е. Феоктистова, утверждавший, что изображение хранилось в его семье с семидесятых годов XIX века. Очевидная неверность сведений о бытовании портрета, сообщённых Феоктистовым, а также явно фальшивая подпись Неффа «Pin [x]. Neff 1856» (рисовал Нефф), более свежая, выполненная поверх лака (так, на репродукции, опубликованной в 1907 году в приложении к «Новому времени», подпись отсутствует), не стали препятствием для приобретения картины. Портрет Ланской был куплен за 10 тысяч рублей.
В настоящий момент хранится в Петербурге в музее-квартире Пушкина.

## Описание
Картина имеет прямоугольный вертикальный формат. Ланская изображена в поясном срезе (фронтальный, с лёгким разворотом вправо от зрителя) и в трёхчетвертном развороте головы в противоположную сторону, что придаёт изображению динамику. Она сидит в деревянном кресле или на стуле с резной спинкой, возможно, позолоченной (предмет мебели написан без проработки).
«В ней нет ни тени кокетства или самолюбования, её лицо нельзя назвать печальным. Оно — глубоко серьезно. Несомненно, что художник хорошо знал историю жизни Натальи Николаевны и, безусловно, принадлежал к партии её друзей, и ему удалось передать всю сложную гамму чувств, какую он испытывал по отношению к модели. Перед нами очень красивая и много перестрадавшая женщина. Её классическая красота — теплая и живая — сочетается с необычайной хрупкостью и незащищенностью».
Модель портрета одета в белое бальное платье, открывающее плечи и руки. На её шее бриллиантовой брошью заколота синяя с золотом лента (на манер бархотки). В ушах — белые эмалевые серьги. Её причёска (гладкие волосы, расчёсанные на прямой пробор) характерна для конца 1840-х — самого начала 1850-х годов. Слева внизу на руку Ланской наброшен край красной накидки, подбитой мехом (аналогичную накидку Макаров изобразит на находящемся в ВМП её же портрете середины 1880-х годов, написанном маслом на основе акварели В. Гау 1842—1843 годов из ВМП). Мех, напоминающий беличий (в 1880-е годы этот вид был недорог и распространён среди небогатого русского дворянства), эффектно контрастирует с тёплой обнажённой плотью, а красная ткань накидки — с голубой лентой и белым платьем, образуя трио патриотических панславянских цветов.
Портрет написан на тёплом нейтральном фоне коричнево-охристой гаммы. По углам картины, как бы образуя овал, изображение обрамляет прозрачно написанная обобщённая ветка неопределённой зелени.
Сам портрет заключён в золочёную бронзовую рамку, на его тыльной стороне, закрашенной в тёмно-серый цвет, имеется подставка. Сзади также остались петли, с помощью которых картина крепилась к футляру.

## Атрибуции
В 1972 году, по инициативе научного сотрудника Всесоюзного музея А. С. Пушкина Л. Февчук, в Русском музее было проведено технологическое исследование портрета, которое подтвердило давние предположения специалистов о позднейшем появлении подписи Неффа и даты по прошествии многих лет после создания этого произведения. Нанесены они были поверх грунтового кракелюра.
Однако идея о том, что именно этот портрет упоминается в переписке Ланских, ещё не возникла. Перед этим в иконографии Натальи Гончаровой появился другой живописный портрет — овальной формы. В 1972 году он был воспроизведён в «Литературной газете» как работа Макарова и приобретён московским Музеем А. С. Пушкина у художника и искусствоведа М. М. Успенского. В свою очередь Успенский приобрёл этот портрет как портрет неизвестной у невестки пушкиниста П. Щёголева.

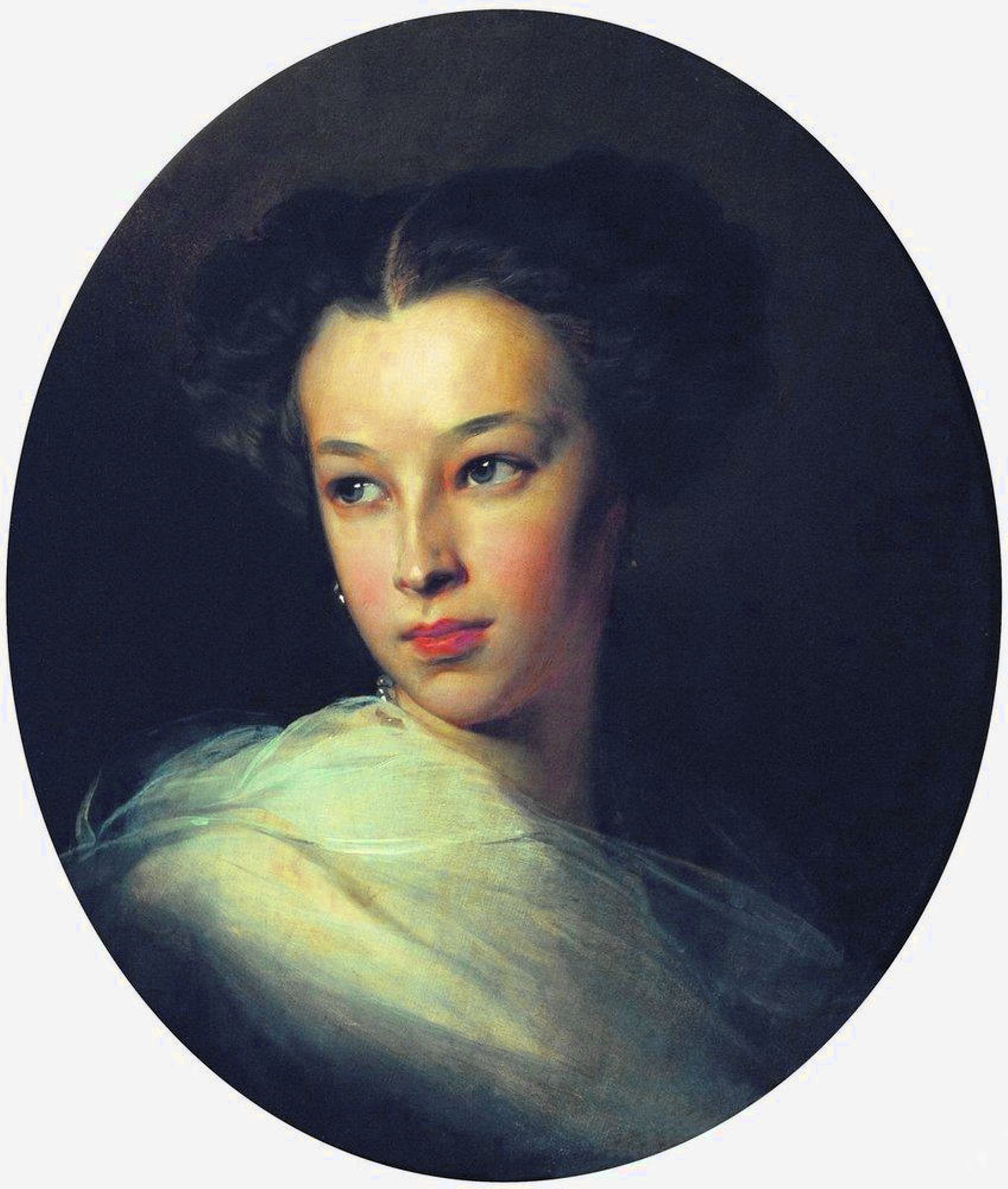
Дочь Наталья
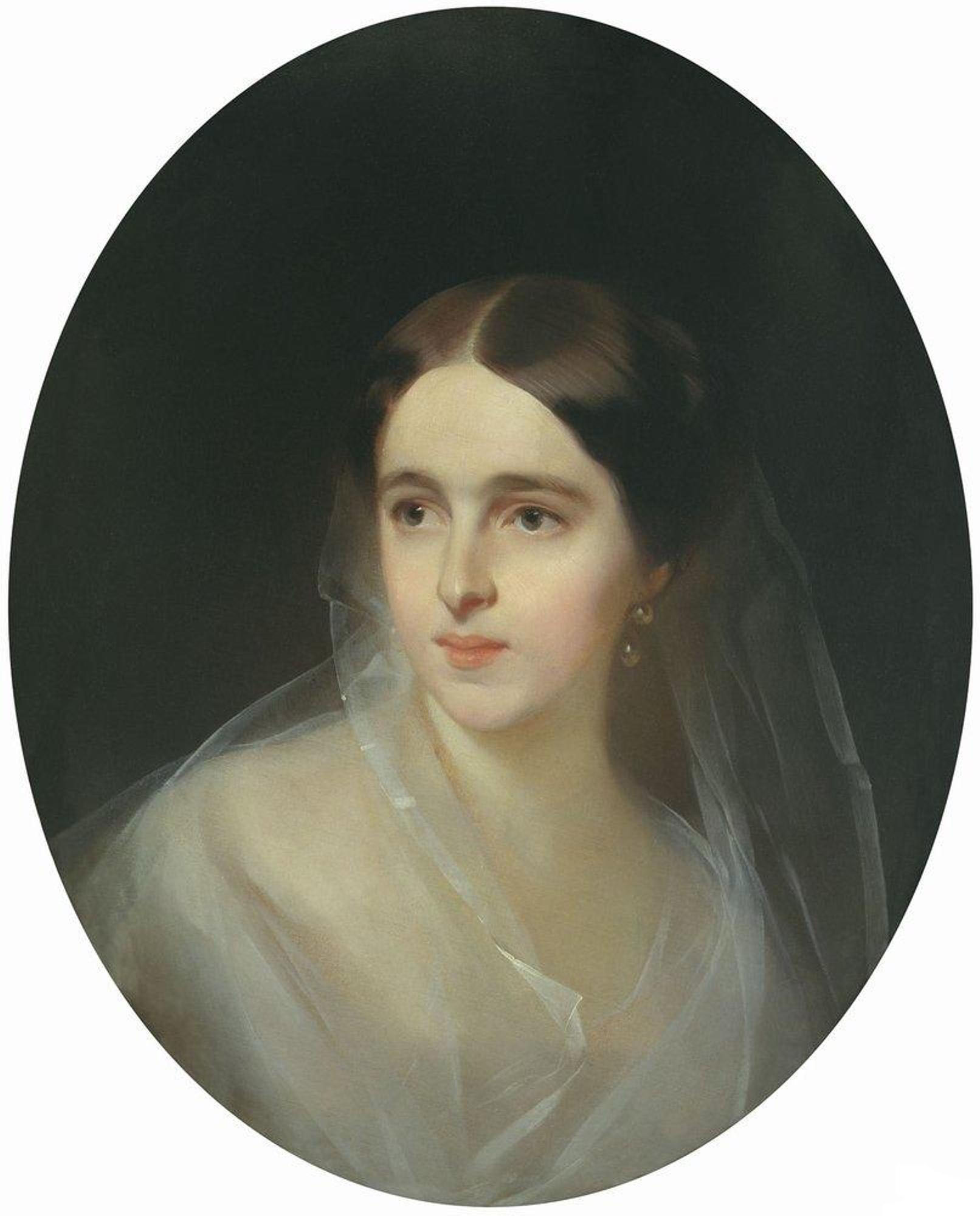
И. Макаров. Портрет Н. Н. Ланской. Ок. 1851 (?)
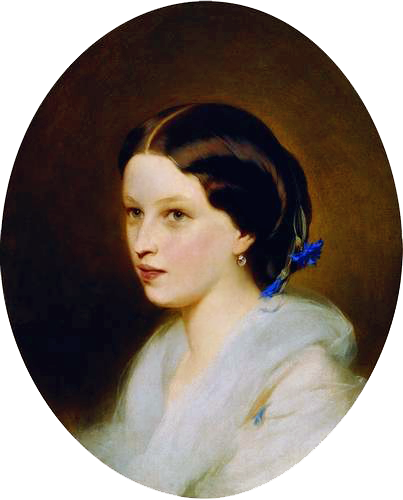
Дочь Мария

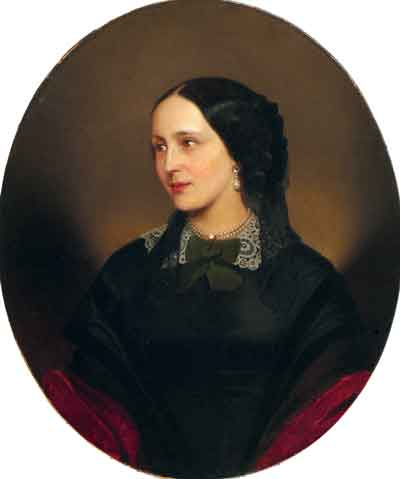
К. И. Лаш. Н. Н. Ланская. 1856. Холст, масло. Частное собрание

Искусствовед Е. Павлова, сравнив новую картину с двумя достоверно атрибутированными Макарову овальными портретами дочерей Натальи Николаевны (Марии и Натальи Пушкиных) из Всесоюзного музея А. С. Пушкина в Ленинграде, доказала, что он выполнен им же. По мнению Павловой, три овальных холста когда-то были частями целой композиции. Они датировались ею 1849 годом, так как сама Ланская в письмах мужу рассказывала, что позировала в этом году Макарову.
Портрет на картоне, по мнению Павловой, был написан гораздо позднее, на нём «…мы видим бледное, какое-то осунувшееся лицо, даже болезненное, с мешками и синими тенями под глазами. Да и глаза запали глубже, как это бывает с возрастом». Свою роль в датировке овального холста 1849 годом сыграло и то обстоятельство, что кончик носа модели был укорочен художником — Ланская писала мужу, что это было сделано по желанию её сестры Александры. Павлова предположила, что портрет на картоне написан К. Лашем в 1856 году, из переписки Ланских известно, что в этом году художник писал Наталью Николаевну: в первых числах января 1856 года Ланская приехала в Москву из Вятки (куда сопровождала мужа, формировавшего ополчение во время Крымской войны). Здесь она и заказала свой портрет Карлу Лашу. О первом сеансе с художником договаривалась старшая дочь Натальи Николаевны Мария. Ланская писала мужу: «…он [Лаш], вероятно, вообразил, что ему придётся перенести на полотно лицо доброй, толстой старой маминьки, и когда зашла речь о том, в каком мне быть туалете, он посоветовал надеть закрытое платье». Этот портрет ныне считается найденным и хранящимся в частной коллекции, авторство Лаша было подтверждено специалистами Русского музея.

### Атрибуция 1979 года
Открытие Е. Павловой и бросающееся в глаза композиционное сходство между новооткрытым портретом и бывшей «работой Неффа» побудили специалистов к сравнительному исследованию обеих картин.
В 1979 году они были переданы в Центр им. Грабаря. Оба портрета были обследованы с помощью рентгенофотографирования, фотографирования в косых лучах света, исследования в ультрафиолетовых лучах. Были проведены микроскопия красочных слоёв, их поперечных срезов и поперечных срезов грунта, а также химический анализ грунта и красок.
В ходе исследования под бинокулярным микроскопом было установлено, что подпись на прямоугольном портрете была выполнена через много лет после его создания. По предположению экспертов, фальшивая подпись Неффа появилась между 1907 и 1919 годами. Появление на портрете имени Неффа объяснил в 1930-х годах М. Беляев — картины этого художника были модными в конце XIX века, подпись его сразу же увеличивала рыночную стоимость произведения. Анонимные работы мастеров XIX века, обладавших схожей манерой письма с кем-либо из известных художников, попадая в антикварные магазины, обычно снабжались фальшивыми подписями.
Автором овального портрета окончательно был признан Макаров, полотно отнесено к раннему периоду творчества художника. Эксперты, сравнивая оба портрета, пришли к выводу, что на них изображён один и тот же человек — Наталья Николаевна Пушкина-Ланская.
Опираясь на результаты технологической экспертизы, Е. Седова пришла к выводу, что автор портрета на картоне — Нефф, дату же его создания специалисты определить затруднились. Было отвергнуто предположение об авторстве К. Лаша: сравнение с работами художника не выявило «никаких аналогий портрету».

### Атрибуция 2009 года
Однако к XXI веку это мнение уже пересмотрено: заведующая отделом технологических исследований Русского музея С. Римская-Корсакова датирует 1849 годом именно портрет, написанный на картоне, и атрибутирует его Макарову. Римская-Корсакова напоминает, что для того, чтобы приписать авторство картины определённому художнику, необходимо располагать корпусом его изученных произведений. В 1979 году в отношении Неффа это условие не могло быть выполнено: в то время исследователь его творчества Ю. Гудыменко только начинал работу над своей диссертацией.
Рентгенограммы помогают определить индивидуальные приёмы письма художника. Это даёт результаты при исследовании живописи XVIII века, но в середине XIX века техника письма изменилась коренным образом: «В этом случае на помощь приходит исследование в инфракрасной области спектра». Аппаратурой соответствующего качества для этого метода в 70-х и 80-х годах XX века не располагал и ВХНРЦ им. Грабаря.
В результате позднейших изучений живописных работ Неффа и Макарова в инфракрасной области спектра были выявлены различия между подготовительными рисунками двух художников. Нефф завершал рисунок интенсивной обводкой контуров, Макаров же выполнял его «лёгкими, почти незаметными» штрихами. Рисунок у Макарова часто почти неразличим. Краски портретов Неффа в инфракрасном свете прозрачны, фоны — светлые, у Макарова краски отличаются высокой контрастностью. В распоряжении исследователей в 1970-х годах не было ранних работ И. Макарова, поэтому господствовало убеждение, что писал он только на овальных холстах. Между тем в Государственном историческом музее хранятся три портрета, выполненные Макаровым в 1846 году также на прессованном картоне прямоугольной формы, из них два — подписные («Портрет супругов Деллер», «Портрет Е. С. Шереметевой», «Портрет Варвары Шереметевой»). Длина носа Натальи Николаевны на прямоугольном портрете была также несколько уменьшена.

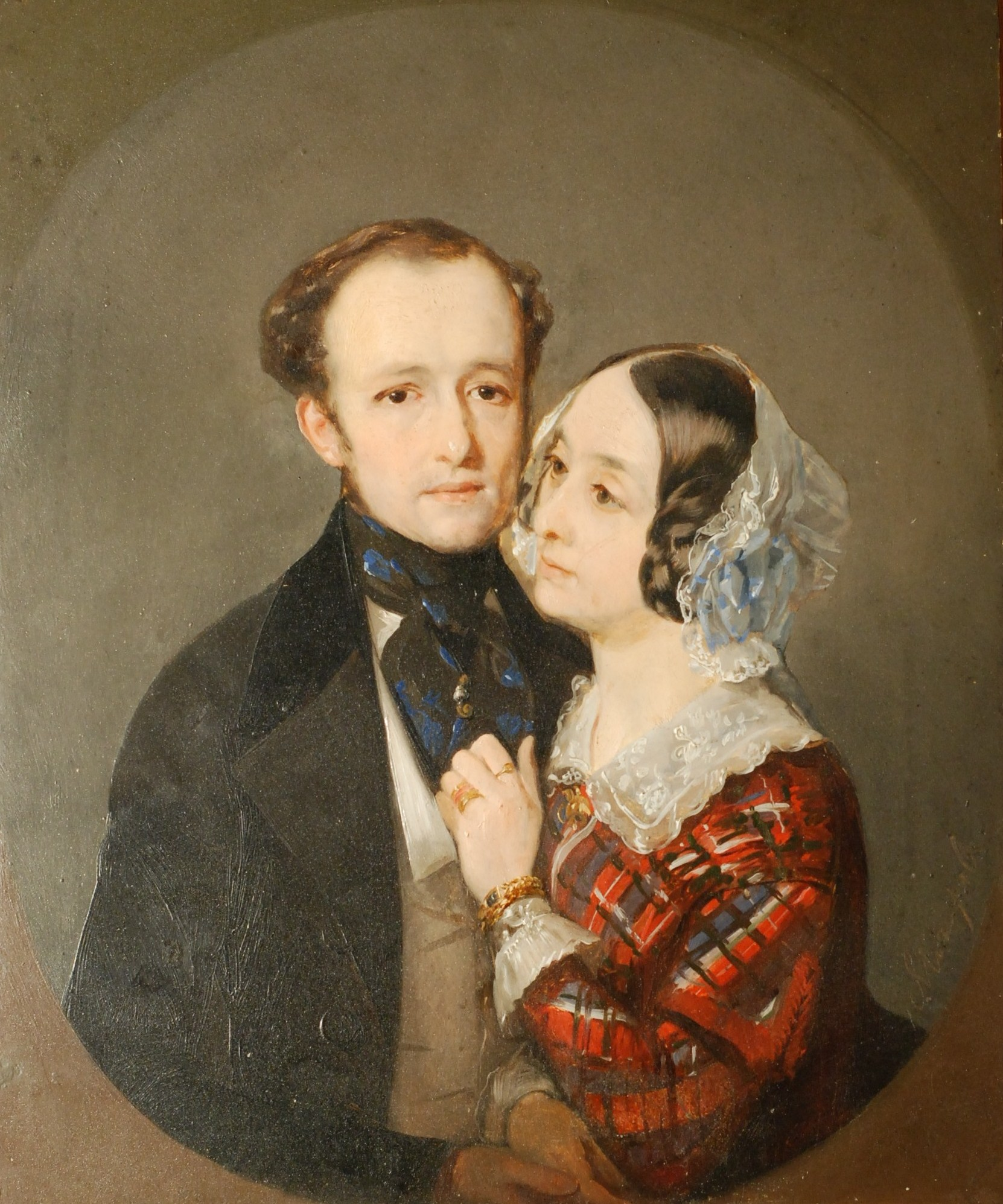
«Портрет супругов Деллер»
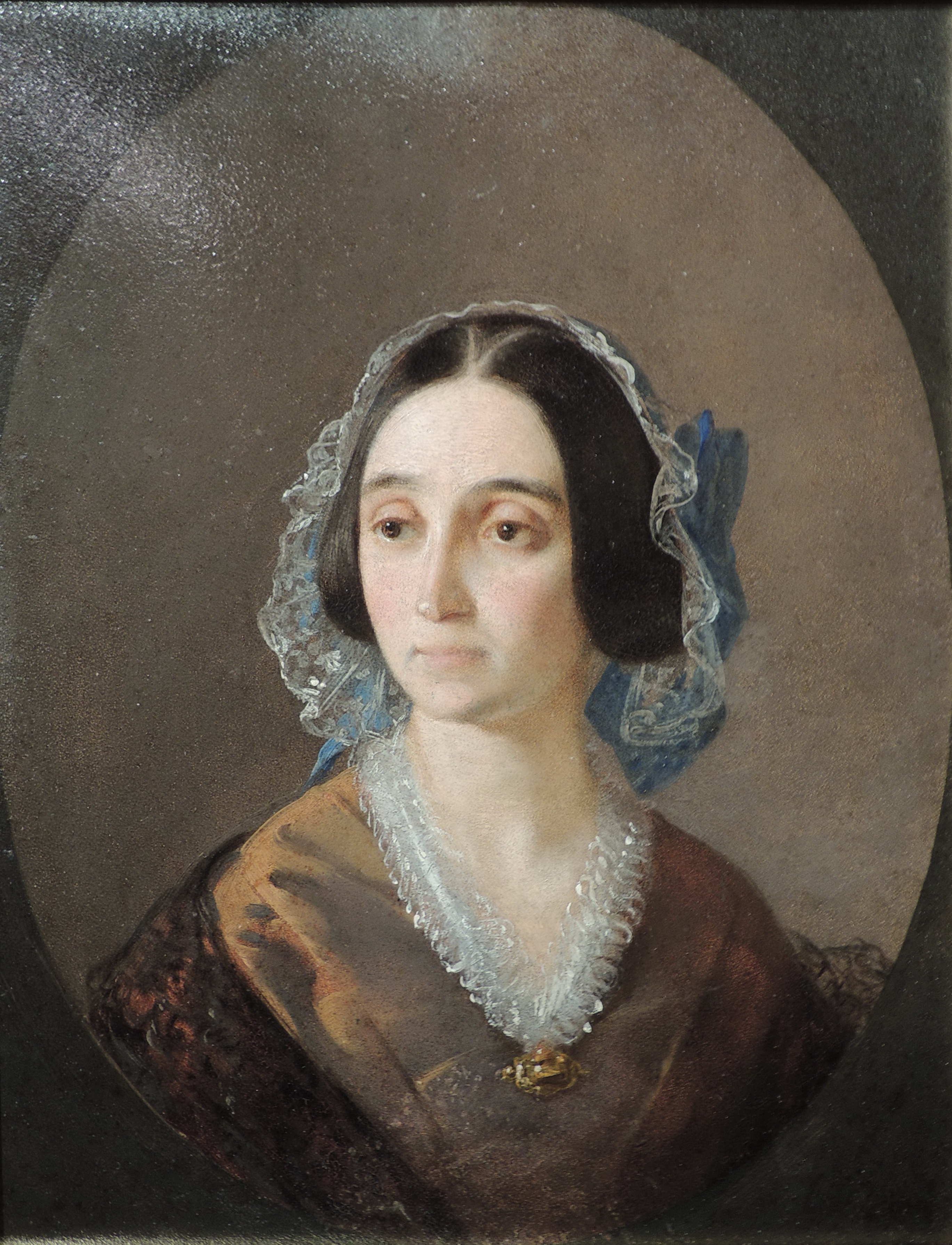
«Портрет Е. С. Шереметевой»
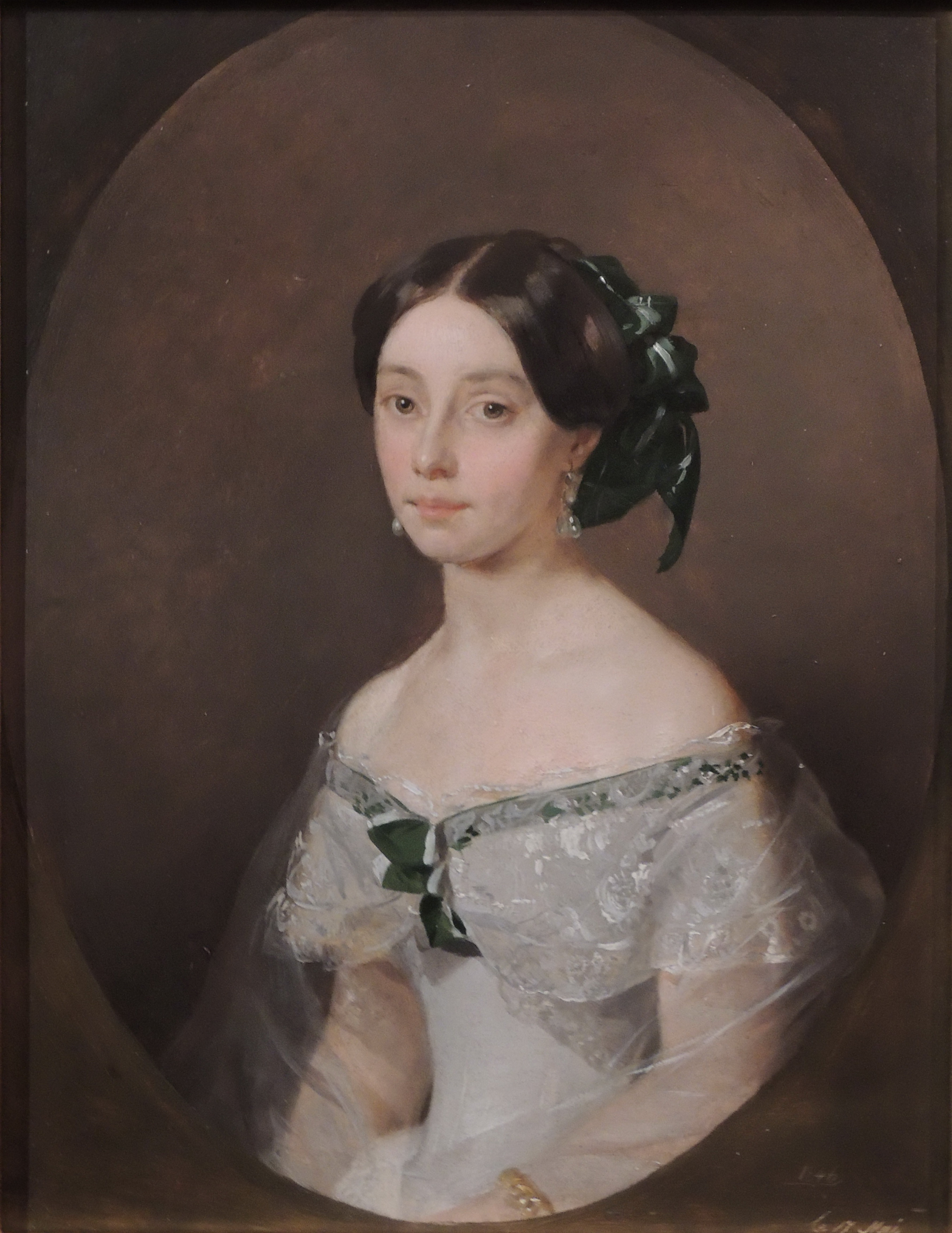
«Портрет Варвары Шереметевой»

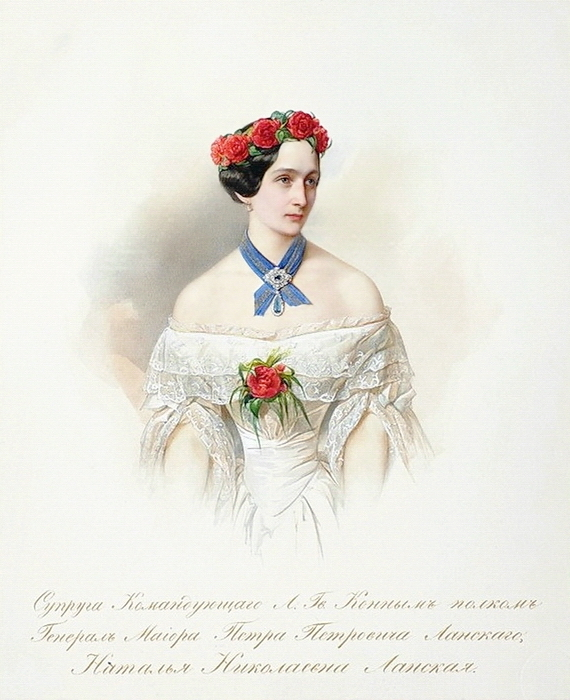
В. Гау. Портрет Н. Н. Ланской. 1849. Альбом лейб-гвардии Конного полка. ИРЛИ РАН

Искусствоведы видят подтверждение того, что картина написана в 1849 году, в наряде, выбранном Ланской: белый и красный вместе с синим — такая же цветовая гамма, как и на акварели В. Гау из альбома, созданного в том же году по случаю пятидесятилетия шефства Николая I над лейб-гвардии Конным полком (белый и красный — цвета парадной полковой формы, вместе с синим — цвета российского флага). Лента и эмалевые серьги на портрете те же, что и на акварели Гау. К тому же, как считает Римская-Корсакова, портрет прямоугольной формы небольшого размера, который удобно переносить и можно поставить на стол, больше подходит на роль «походного подарка», чем овальный холст. Известно, что Наталья Николаевна заказала для своего подарочного портрета специальный футляр-шкатулку из дерева с крышкой. Со временем крышка была утрачена, однако остались петли, с помощью которых она крепилась к футляру.
Еще в 1930 году М. Беляев, несмотря на наличие подписи Неффа, уже отмечал, что портрет принадлежит кисти Макарова. Беляев считал этот портрет лучшим в иконографии Н. Н. Пушкиной-Ланской. По его мнению, авторство Макарова доказывали архивные данные и дореволюционные воспроизведения портрета (когда фальшивой подписи ещё не было). «Наконец, — отмечал Беляев, — и вся манера письма стоит ближе к весьма своеобразной манере Макарова, чем Неффа». С. Римская-Корсакова с сожалением констатировала, что специалисты Центра им. Грабаря не приняли во внимание мнение одного из авторитетных исследователей иконографии Натальи Николаевны.